# Тарновский, Василий Васильевич (1880)

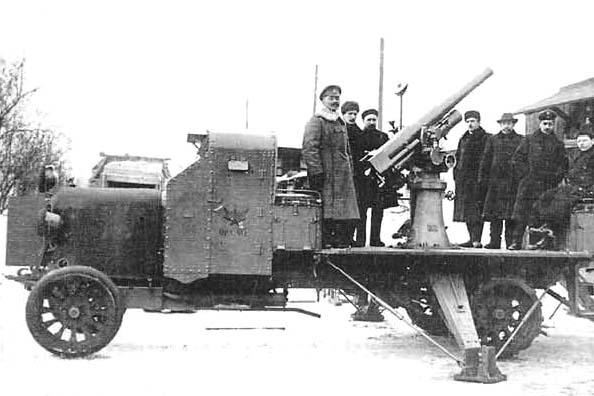
На фотографии: Капитан В. В. Тарновский (крайний слева) с разработчиками первой специальной зенитной 76-мм пушки
(март 1915 года).

Васи́лий Васи́льевич Тарно́вский (15 (27) октября 1880 — 25 октября 1926) — русский офицер-артиллерист, конструктор артиллерийского зенитного вооружения, один из основоположников зенитной артиллерии в Российской империи, первый российский ас-зенитчик. Полковник (1919).

## Биография
Из дворян Киевской губернии, где и родился. Окончил Орловский Бахтина кадетский корпус в 1900 году и поступил на военную службу. Окончил Михайловское артиллерийское училище по 1-му разряду в 1902 году. Выпущен в 7-ю батарею Кавказской гренадерской артиллерийской бригады, откуда вскоре переведён в 4-ю Восточно-Сибирскую горную батарею. Участник русско-японской войны 1904—1905 годов, награждён тремя боевыми орденами. После войны — адъютант 1-й Восточно-Сибирской горной артиллерийской бригады, прикомандирован к 3-й запасной артиллерийской бригаде инструктором.
С 1907 года в чине штабс-капитана обучался в Офицерской артиллерийской школе (Царское Село). Окончил её в 1909 году и как один из лучших выпускников оставлен в ней инструктором. В эти года началась активная изобретательская деятельность В. В. Тарновского. В 1909 году участвовал в доработке артиллерийской системы на основе 76-мм горной пушки Шнейдера (спроектировал для неё систему колесных передков и колесных зарядных ящиков).
Однако главным делом его жизни стала зенитная артиллерия. В составе группы офицеров Офицерской артиллерийской школы участвовал в создании первого российского зенитного орудия: в 1908 году участвовал в разработке тактико-технических требований к орудию, затем в 1913 году принимал участие в её проектировании. Артиллерийский комитет Главного артиллерийского управления не проявил заинтересованности к этой разработке, но тогда Тарновский передал свой проект в Общество Путиловских заводов, где группа Ф. Ф. Лендера объединила все ранее ведущиеся независимые работы по производству специальной зенитной пушки в общий проект. В группе работало несколько артиллерийских офицеров и по сути орудие стало плодом коллективного творчества. В результате проект получил название «орудие Тарновского — Лендера», в 1914 году 76-мм зенитная пушка поступила на вооружение (в РККА состояла на вооружении как «76-мм зенитная пушка Лендера»).
В ходе работы над этим орудием В. В. Тарковский обосновал идею её дальнейшего развития: будущие зенитные части, оснащённые этими орудиями, должны иметь высокую мобильность, чтобы успевать своевременно перебрасываться на наиболее подверженные ударам неприятельских аэропланов объекты. Такую мобильность может обеспечить только автотранспорт, поэтому орудия должны монтироваться на специальных автомобильных шасси высокой проходимости. Проект зенитных пушек на автомобильных установках Тарновский готовил уже самостоятельно (оно включало тумбовую установку, упорные устройства для устойчивости автомобиля, специальные механизмы вертикальной и горизонтальной наводки и т. д.). Здесь тоже не обошлось без волокиты, но испытания опытного образца прошли настолько успешно, что в 1914 году был размещён первый заказ на изготовление «3-дюймовых противоаэростатных пушек образца 1914 года Путиловского завода на автомобильной установке», правда, в мизерном количестве — всего 12 штук. Шасси изготавливались на Русско-Балтийском вагонном заводе.
После начала Первой мировой войны 5 (18) октября 1914 года был утверждён штат первой зенитной автомобильной батареи и штабс-капитан В. В. Тарновский получил предложение стать её командиром, сформировал её и в марте 1915 года прибыл с ней на фронт. В полосе обороны 12-й армии Северо-Западного фронта батарея приняла на себя противовоздушную оборону прифронтовых городов Ломжа и Остроленка, с мая прикрывала аэродром эскадры тяжёлых бомбардировщиков «Илья Муромец» в Старой Яблонне (40 км юго-западнее Варшавы), часто перебрасывалась полностью или повзводно на другие объекты. Первая победа была одержана 30 мая (12 июня) над Пултуском — прилетевший бомбить казармы войск германский аэроплан получил тяжёлые повреждения от шрапнельного огня, повернул к линии фронта, но не долетев до неё рухнул в расположении русских войск. Вечером 17 (30) июля батарея отражала групповой налёт германских аэропланов (9 единиц) на Варшаву и поразила 2 из них (вынужденно приземлились в расположении русских войск). До конца лета батареей на разных участках фронта был сбит один и подбиты и принуждены к вынужденной посадке ещё 3 аэроплана.
С 2 (15) сентября 1915 года батарее В. В. Тарновского была поставлена задача обеспечения противовоздушной обороны Минска, где находился штаб Западного фронта и важнейший железнодорожный узел. В Минске был создан методом проб и ошибок первый узел ПВО — сочетание стационарных и подвижных зенитных частей, прожекторные части, стала создаваться система постов воздушного наблюдения и предупреждения, система связи и оповещения, попытки создание единой системы управления зенитным огнём. В этой работе принимал самое активное участие В. В. Тарновский, который впервые разработал способы применения артиллерийских батарей для борьбы с самолётами в воздухе, формы и методы обучения личного состава зенитных подразделений. Так, он предложил отказаться от поражения воздушных объектов как от самоцели и сформулировал главную задачу ПВО — сохранность защищаемых ей объектов, для чего неприятельскую авиацию следует не допускать к ним и вынуждать отказываться от прицельного бомбометания по ним. Тарновским была предложена система подвижного заградительного огня по ходу приближения вражеской авиации к обороняемым объектам, которую успешно опробовали при отражении группового налёта (9 аэропланов) на Минск 6 (19) октября 1915 года.
В октябре 1915 года батарея была переименована в 1-ю отдельную автомобильную зенитную батарею, а в феврале 1916 передана в 5-ю армию Северного фронта и переброшена на обеспечение ПВО Двинска. По предложению Тарновского, силы ПВО Двинаска были распределены по трём секторам, а передовые батареи вынесены на угрожаемые участки на 4-5 километров от города, была разработана стройная и понятная система передачи информации на случай появления авиации неприятеля, введено затемнение города при ночных авианалётах (для этого установлен постоянный пост от начальника ПВО на городской электростанции). Над Двинском его батарея 25 апреля (8 мая) повреждает ещё один германский аэроплан (произвёл вынужденную посадку за линией германских окопов), а в конце июня отражает массированный налёт несколькими волнами по 5-7 аэропланов в каждой, тогда она сбивает 2 аэроплана. С 1915 года наряду с боевой работой Тарновского привлекали для составления руководящих документов на основе боевого опыта, а с начала 1916 года при батарее были созданы курсы для обучения личного состава зенитной артиллерии, для которых он составил учебные программы и сам преподавал ряд дисциплин.
Как командир батареи стал первым российским асом-зенитчиком — его батарея сбила 10 самолётов противника.
Тогда же им разработан проект организации и штат первой отечественной железнодорожной батареи (утверждён летом 1916 года, к 1917 году на фронте действовало уже 10 таких батарей). Разработал проект двухствольного зенитного орудия, отклонённый ввиду недостаточного уровня российской промышленности для создания таких сложных орудий.
С июня 1917 года — начальник Офицерских курсов стрельбы по воздушному флоту Северного фронта, которые в октябре 1917 года были переформированы в Офицерскую школу стрельбы по воздушному флоту (размещалась в Евпатории). В том же году был включён в состав Комиссии по организации воздушной артиллерийской обороны фронта и тыла. Там выдвинул идею создания сплошных фронтов ПВО и районов ПВО на основе своего опыта защиты Минска и Двинска.
После Октябрьской революции школа в декабре 1917 года фактически прекратила своё существование, а В. В. Тарновский принял предложение поступить на службу в армию Украинской державы гетмана П. П. Скоропадского. Был командиром отдельного противоаэропланного полка, затем служил в Киевской офицерской артиллерийской школе.
После развала державы Скоропадского в начале 1919 года сумел пробраться в Крым и вступил в Вооружённые силы Юга России. Формировал в Керчи Курсы стрельбы по воздушному флоту. В ноябре 1920 года с Русской армией Врангеля эвакуирован из Крыма.
Эмигрировал в Париж. В 1922 году принял предложение от фирмы «Шкода» и переехал в Чехословакию, где на заводе в городе Пльзень до конца своей жизни разрабатывал и внедрял в производство приборы для стрельбы по воздушным целям. Скоропостижно скончался во время командировки в Анкаре (Турция). Похоронен в Пльзене.

## Награды
- Орден Святой Анны 4-й степени с надписью «За храбрость» (утв. ВП 10.07.1905)
- Орден Святого Станислава 3-й степени с мечами и бантом (утв. ВП 11.03.1906)
- Орден Святого Владимира 4-й степени с мечами и бантом (утв. ВП 09.02.1907)
- Медаль «В память русско-японской войны», светло-бронзовая (1906)
- Орден Святого Станислава 2-й степени (ВП 06.12.1913)
- Медаль «В память 300-летия царствования Дома Романовых» (1913)
- Орден Святой Анны 2-й степени (ВП 22.03.1915), — за отлично-усердную службу и труды, понесенные во время военных действий